# Ломмельская Сахара
Ломмельская Сахара (нидерл. Lommelse Sahara) — биотоп антропогенного происхождения, расположенный в природном регионе Де-Кемпен во Фландрии (Бельгия) и состоящий из песчаных дюн белого цвета, расположенных вокруг небольшого озера.

## Описание и происхождение
Общая площадь песчаной территории достигает 193 га. Рядом расположен фламандский город Ломмел. Пески окружают сосновые леса. Пески входят в состав Регионального ландшафтного парка. Рядом также проходит Кемпенский канал, над шлюзами которого проложен пешеходный мост, которым пользуются туристы, желающие отдохнуть в или погулять по этой песчаной местности. Своим происхождением местная «Сахара» обязана бывшему цинковому заводу, действовавшему недалеко от города Ломмел с 1902 года и 1940 годы, деятельность которого привела к гибели окружающей растительности и появлению здесь песчаной пустыни площадью 350 га. Позднее эрозия была остановлена и площадь пустыни сократилась до современных 193 га. Используется в рекреационных целях.